# Zellik
Zellik est une section de la commune belge d'Asse située en Région flamande dans la province du Brabant flamand. C'était une commune à part entière avant la fusion des communes de 1977.

## Démographie

### Évolution démographique
- Sources : INS, Rem. : 1831 jusqu'en 1970 = recensements, 1976 = nombre d'habitants au 31 décembre[2].

## Personnalités
- Gilles De Bilde, footballeur belge
- Emile Mpenza, footballeur belge